# Bartramiàcies
Bartramiàcia (Bartramiaceae) és una família de molses i forma el seu propi ordre els Bartramials

## Característiques
Aquestes molses sovint formen coixins densos, les seves fulles normalment són estretes i lanceolades. El marge foliar gairebé sempre és agudament serrat. Sempre existeix una costella al mig. És de distribució cosmopolita

## Sistemàtica
Té tres gèneres i 375 espècies les quals es classifiquen en tres subfamílies:
- Subfamília Conostomoideae Conostomum, 7 espècies

- Subfamília Bartramioideae Anacolia, 7 espècies 
  - Bartramia 60 espècies
  - Flowersia, 4 tipus
  - Leiomela, 13 espècies
  - Neosharpiella, 2 tipus
  - Plagiopus, 1 espècie

- Subfamília Breutelioideae Fleischerobryum, 2 tipus 
  - Breutelia, 93 espècies
  - Philonotis, 185 espècies